# Kacchi (Kalat)
Il distretto di Kacchi (detto anche Kachhi), nel Belucistan, era un distretto dello Stato di Kalat.

## Storia
Situato nelle pianure di Kacchi, la storia del distretto è profondamente connessa con la storia di Sindh. Nel XV secolo i Baloch giunsero in loco ed ingaggiarono delle guerre costanti tra i loro capi Mir Chakar Rind e Mir Gwahram Khan Lashari. L'area venne quindi catturata dagli Arghuns, dopo i quali passo sotto il controllo dell'Impero Mughal. Nel 1740, Nadir Shah prese possesso del Khanato di Kalat .
Dopo l'indipendenza del Pakistan, lo stato di Kalat divenne parte dell'odierno Pakistan formando il distretto di Kachhi dal febbraio 1965.